# Trioceros goetzei
Espèce
Synonymes
- Chamaeleon goetzei Tornier, 1899
- Chamaeleo goetzei nyikae Loveridge 1953

Statut de conservation UICN

 LC  : Préoccupation mineure
Statut CITES
Trioceros goetzei est une espèce de sauriens de la famille des Chamaeleonidae.

## Répartition
Cette espèce se rencontre sur les Monts Udzungwa, Poroto, Rungwe, Ubena et Ukinga en Tanzanie et sur le Plateau Nyika au Malawi.

## Liste des sous-espèces
Selon The Reptile Database (26 juin 2012) :
- Trioceros goetzei goetzei (Tornier, 1899)
- Trioceros goetzei nyikae (Loveridge, 1953)

## Étymologie
Cette espèce est nommée en l'honneur de Walther Goetze.

## Publications originales
- Tornier, 1899 : Neues über Chamaeleons. Zoologische Anzeiger, vol. 22, p. 408-414 (texte intégral).
- Loveridge, 1953 : Zoological Results of a fifth expedition to East Africa. III. Reptiles from Nyasaland and Tete. Bulletin of the Museum of Comparative Zoology at Harvard College, vol. 110, n. 3, p. 142-322 (texte intégral).